# Sladorna palma
Sladorna palma (arenga; lat. Arenga), biljni rod palmi (Arecaceae) smješten u podtribus Caryoteae, dio tribusa Corypheae, potporodica Coryphoideae. Sastoji se od 24 priznate vrste drveća i grmova raširenih diljem jugoistočne Azije, južne Kine, Indije, i od Malezije do sjeverne Australije.

## Vrste
1. Arenga australasica (H.Wendl. & Drude) S.T.Blake ex H.E.Moore
2. Arenga brevipes Becc.
3. Arenga caudata (Lour.) H.E.Moore
4. Arenga distincta Mogea
5. Arenga engleri Becc.
6. Arenga hastata (Becc.) Whitmore
7. Arenga hookeriana (Becc.) Whitmore
8. Arenga listeri Becc.
9. Arenga longicarpa C.F.Wei
10. Arenga longipes Mogea
11. Arenga micrantha C.F.Wei
12. Arenga microcarpa Becc.
13. Arenga mindorensis Becc.
14. Arenga obtusifolia Blume ex Mart.
15. Arenga pinnata (Wurmb.) Merr.
16. Arenga plicata Mogea
17. Arenga porphyrocarpa (Blume ex Mart.) H.E.Moore
18. Arenga retroflorescens H.E.Moore & Meijer
19. Arenga ryukyuensis A.J.Hend.
20. Arenga talamauensis Mogea
21. Arenga tremula (Blanco) Becc.
22. Arenga undulatifolia Becc.
23. Arenga westerhoutii Griff.
24. Arenga wightii Griff.

## Sinonimi
- Gomutus Corrêa; Ann. Mus. Par. 9: (1807) 288. t 24, f. 1
- Saguerus Steck; De Sagu 15 (1757)
- Didymosperma H.Wendl. & Drude; Kerch., Palmiers 243 (1878) ex Hook.f.
- Blancoa Blume; Rumphia 2: 128 (1836)